# Plešivec (Brdská vrchovina)
Hora Plešivec leží v Brdské vrchovině, v severní části Třemošenské vrchoviny (Brdy), nad údolím Litavky. Obecně je hora přiřazována do jiné části Brdské vrchoviny, na Hřebeny, z geomorfologického hlediska tomu tak však není. Jde o velmi výrazný vrch s dobrými rozhledovými možnostmi zejména na západ - do oblasti tzv. Středních Brd (kde se nalézá Chráněná krajinná oblast Brdy, dříve Vojenský újezd Brdy), ale z několika míst i k severovýchodu, do oblasti Českého krasu a na Hřebeny. Na vrcholu se nacházelo rozsáhlé (57 ha) plešivecké hradiště z pozdní doby bronzové, jedno z největších v Čechách, jehož zbytky se zde na několika místech ještě dochovaly. Nejvýznamnějšími rozhledovými body jsou Čertova kazatelna v blízkosti vrcholu, Malá skála a Krkavčí skály v jeho jihovýchodních svazích.
Plešivec je znám a populární mezi trampy, kteří si v jeho svazích vybudovali několik osad.
Některé zdejší místní názvy (např. Fabiánova zahrada) připomínají ducha a pána Brd, Fabiána, který však má mít své hlavní sídlo na Velké Babě (614 m).
Zajímavými místy jsou: tzv. Smaragdové jezírko v SV svazích, nedaleko obce Lhotka, vzniklé zatopením malého lomu a Plešivecký viklan, k němuž vede značená odbočka. Většina zajímavých míst je zpřístupněna turistickým značením, samotný vrchol je však skrytý v lese, červená a zelená turistická značka jej těsně míjejí.
Vhodná východiště: Jince, Rejkovice, Lhotka, Lochovice, Hostomice pod Brdy, Čenkov, ze vzdálenějších Příbram, Dobříš.

## Galerie

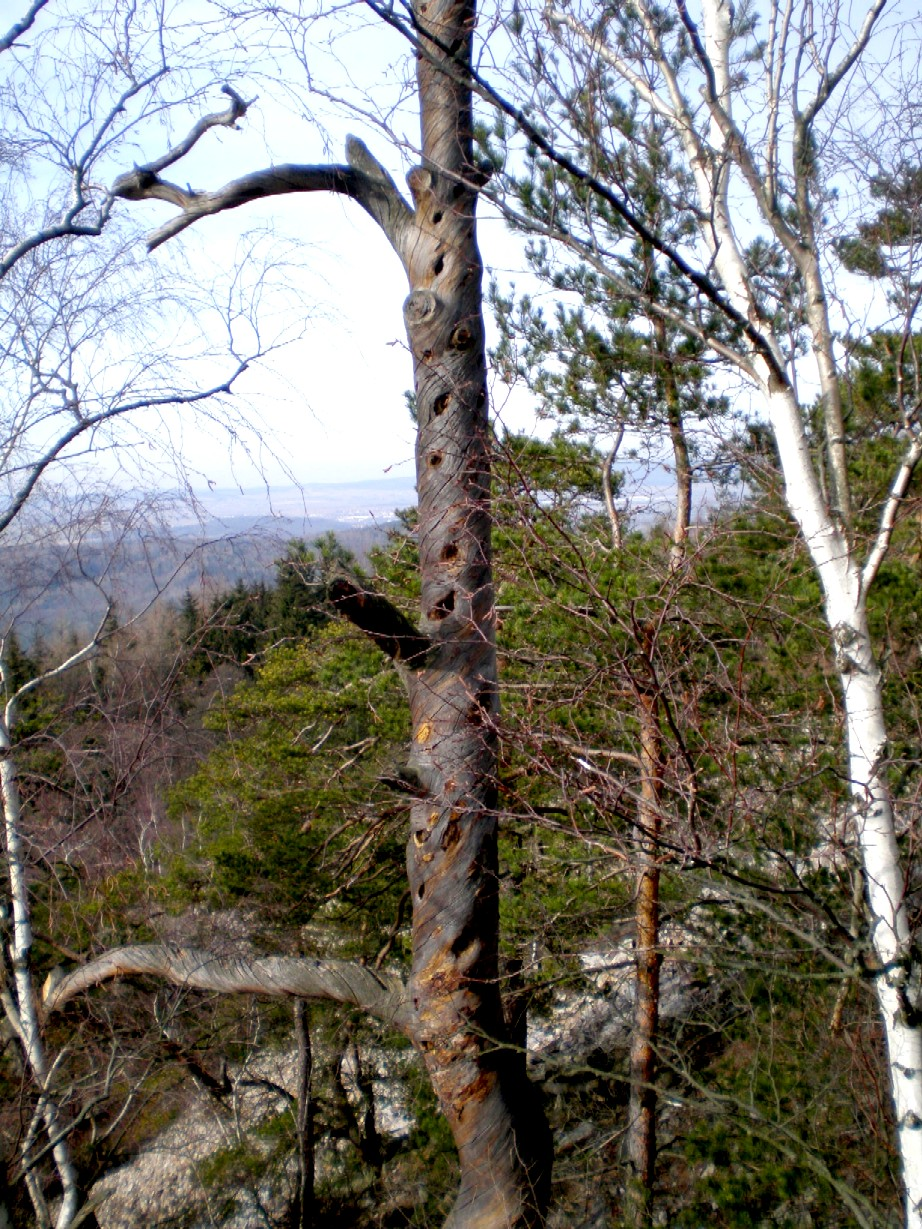
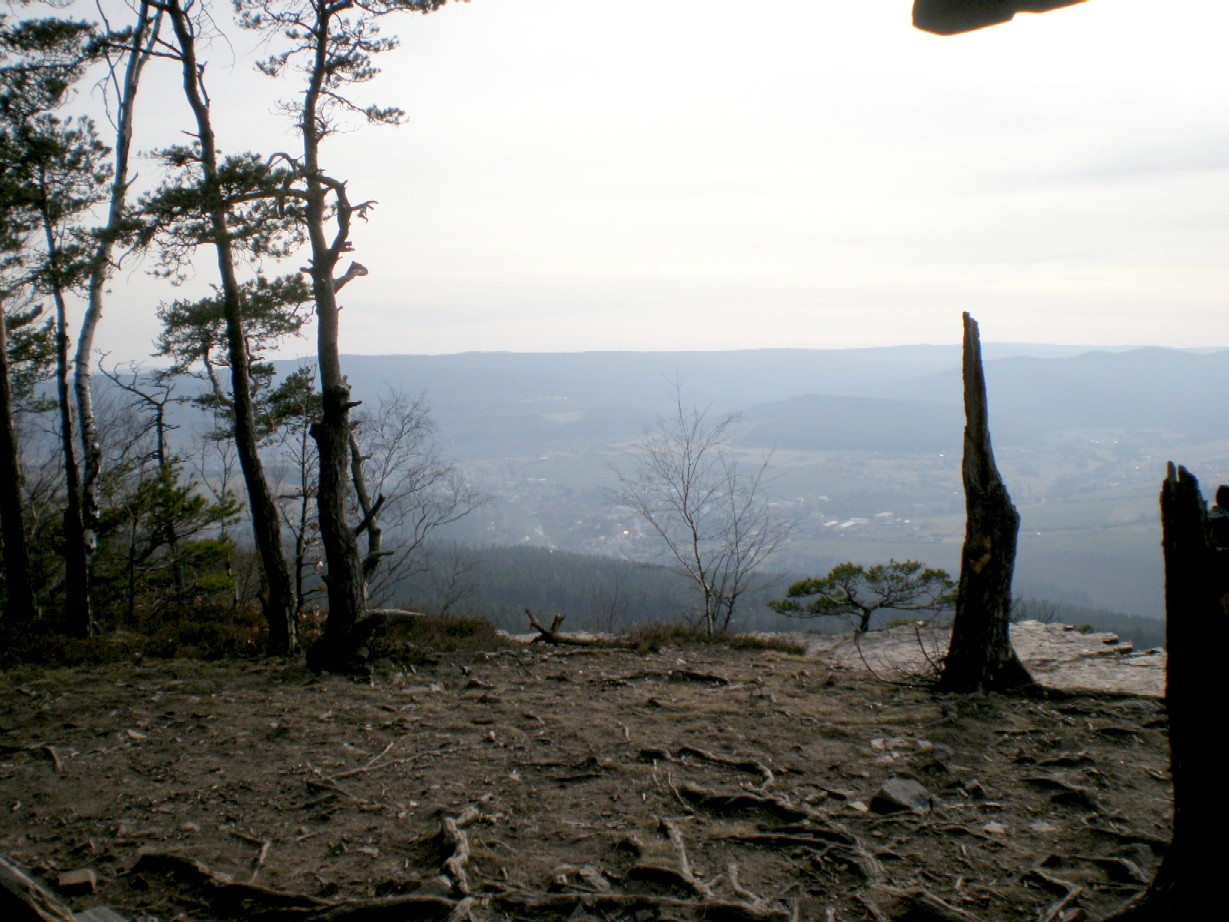
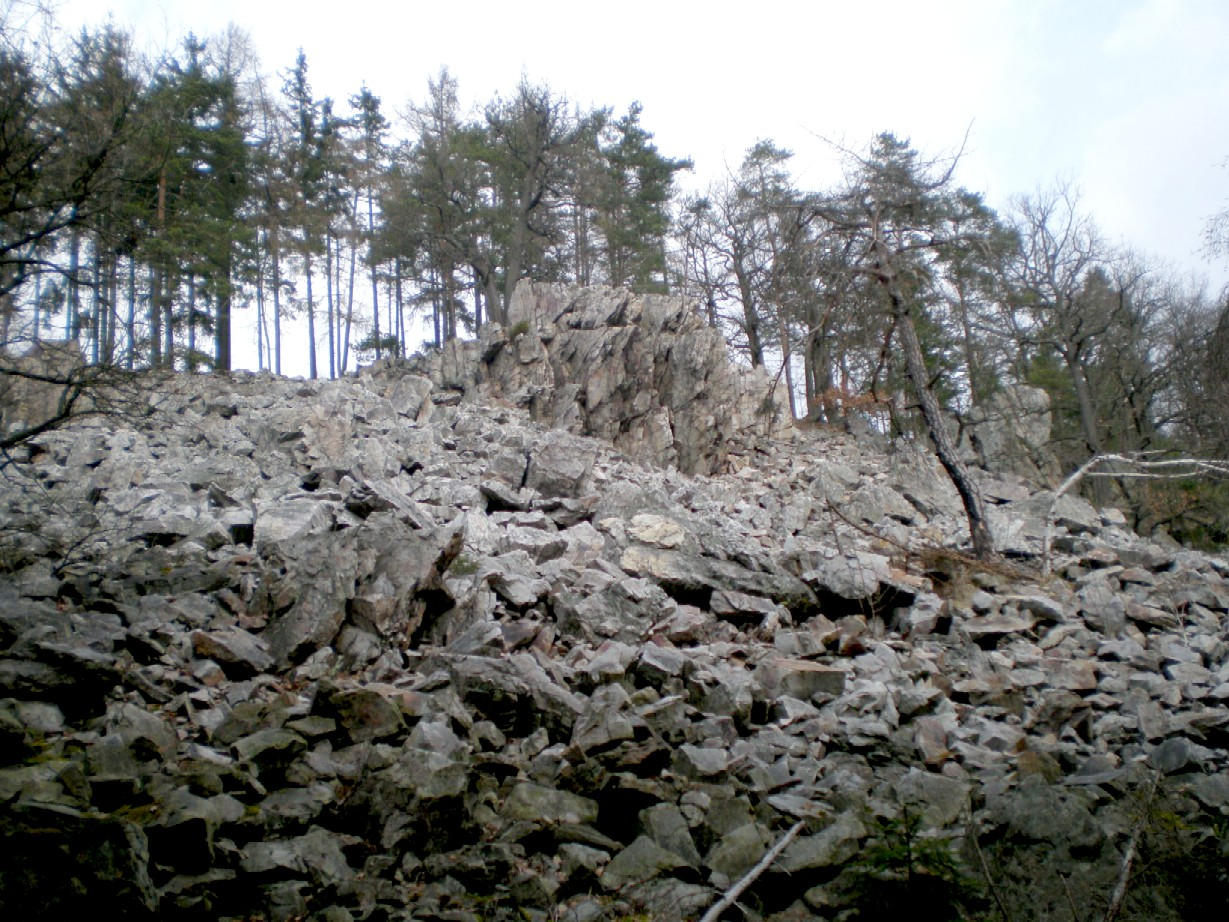
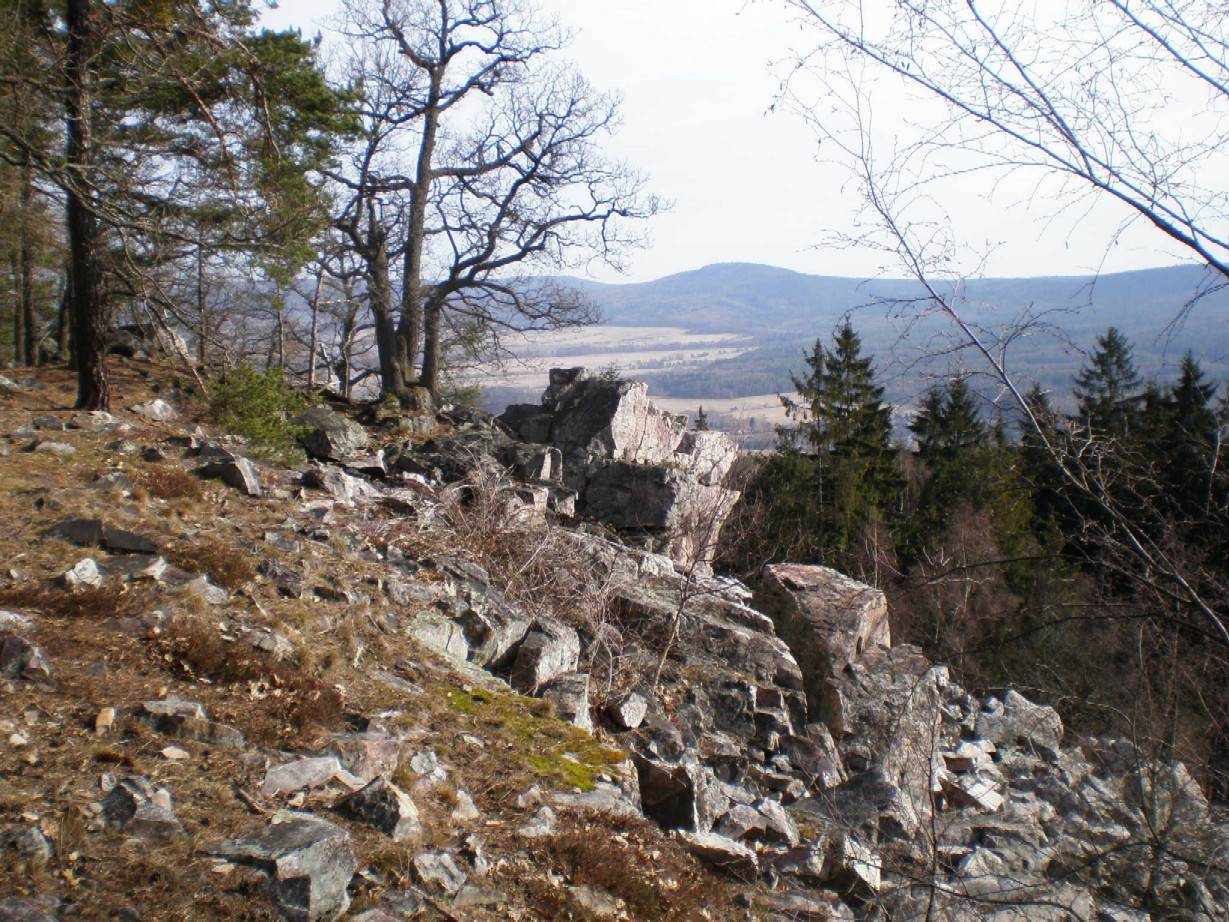
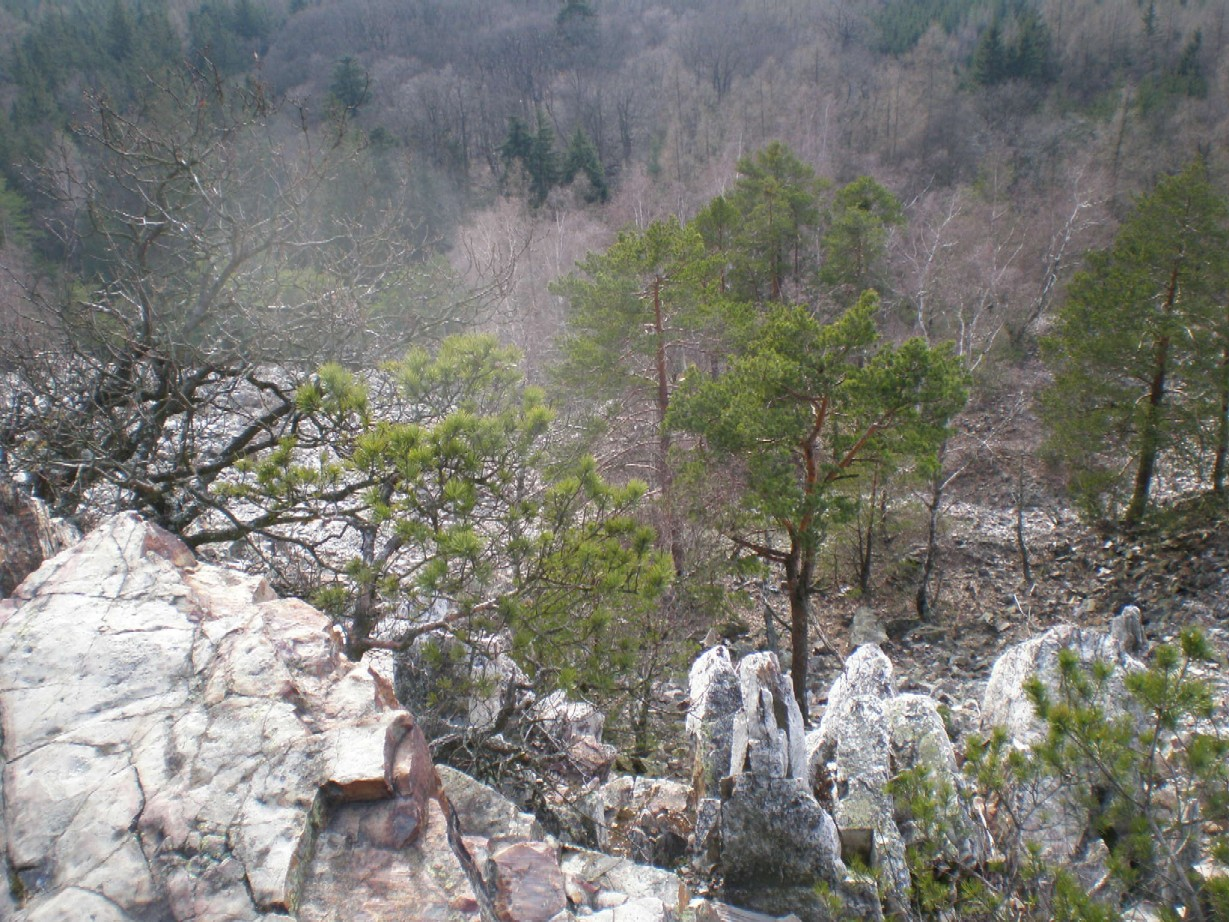
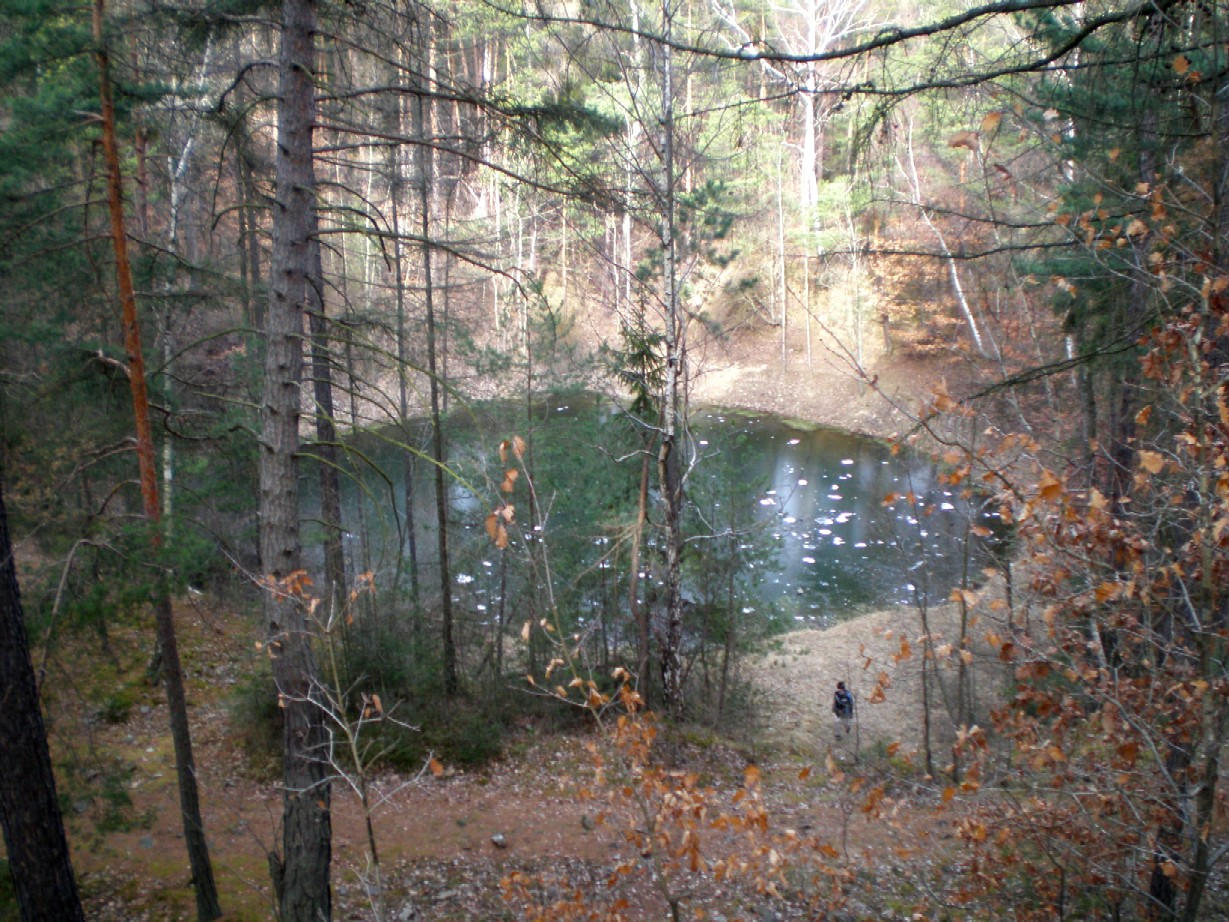
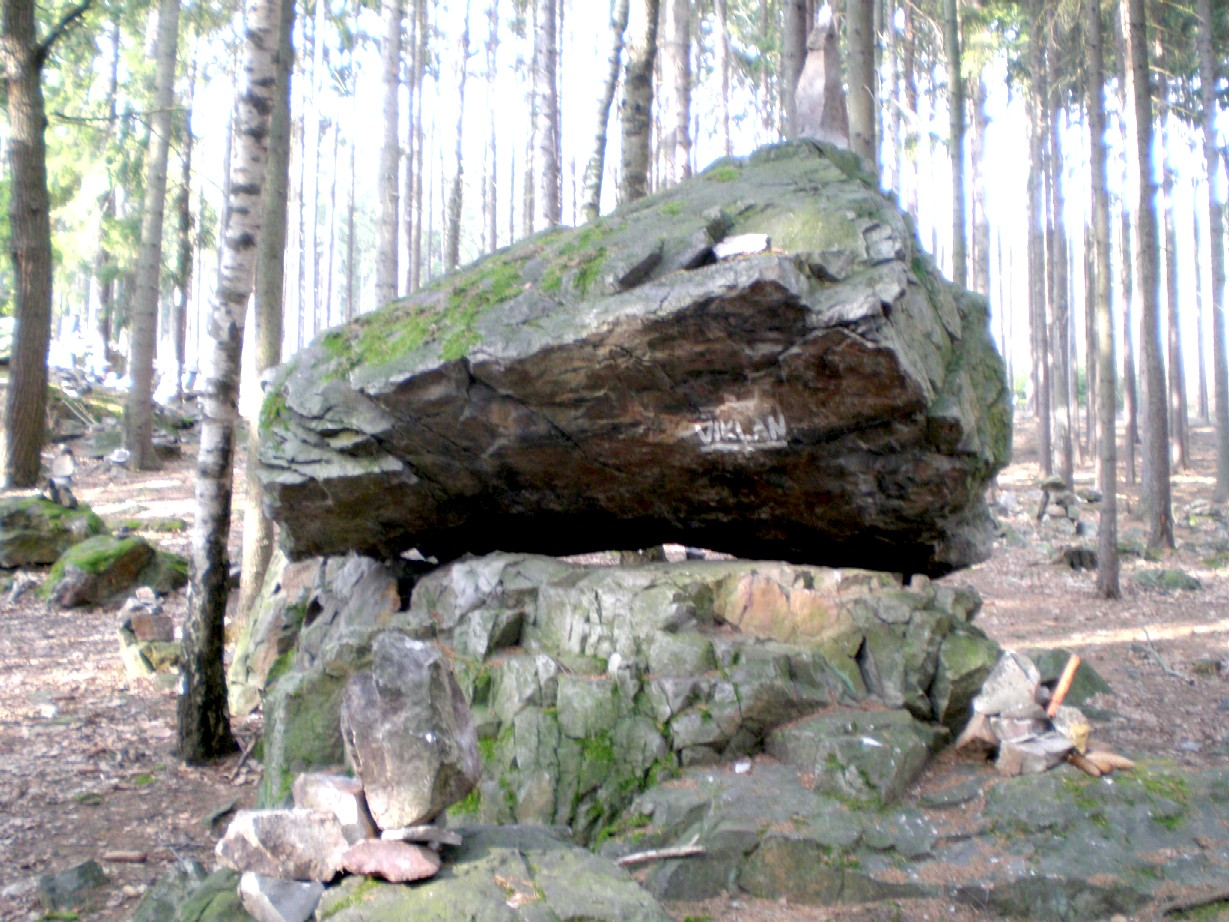
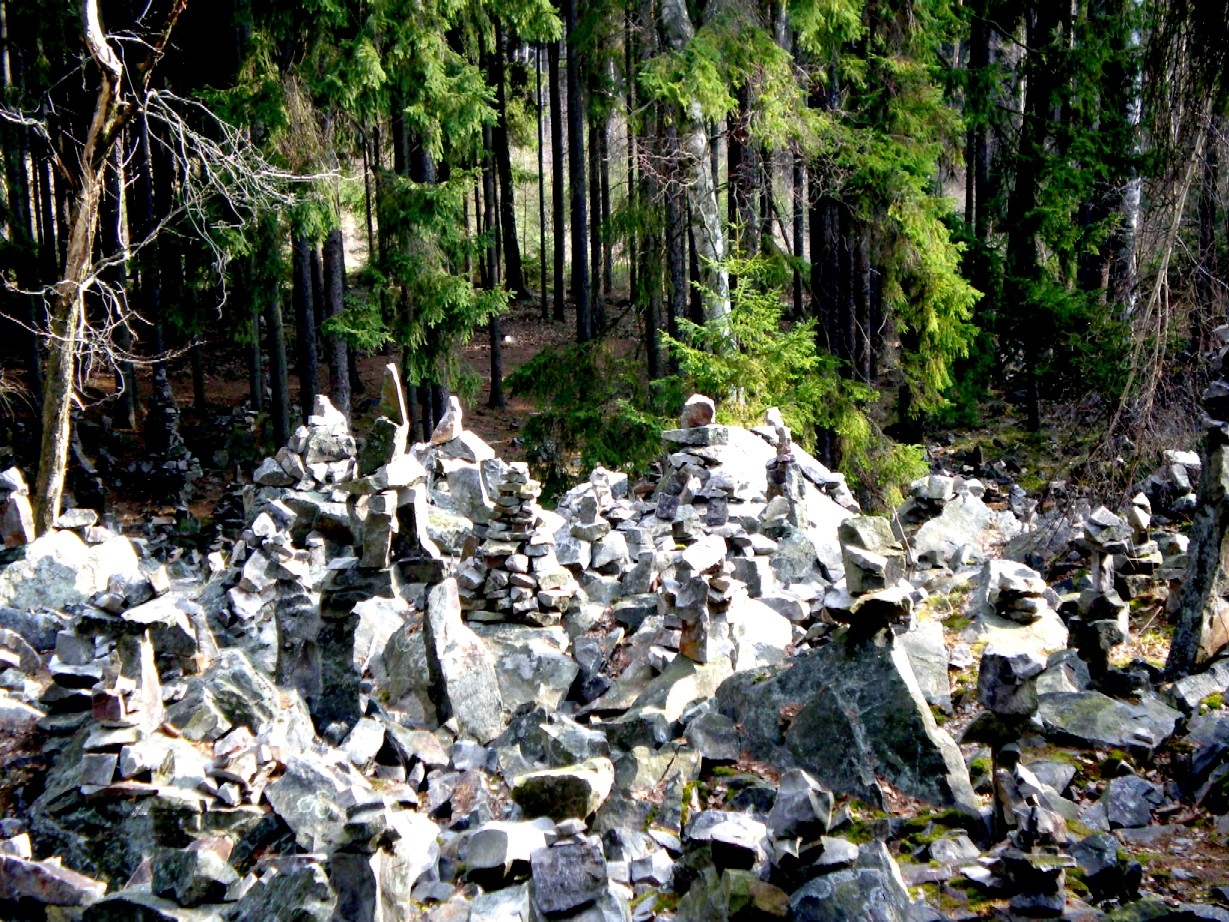
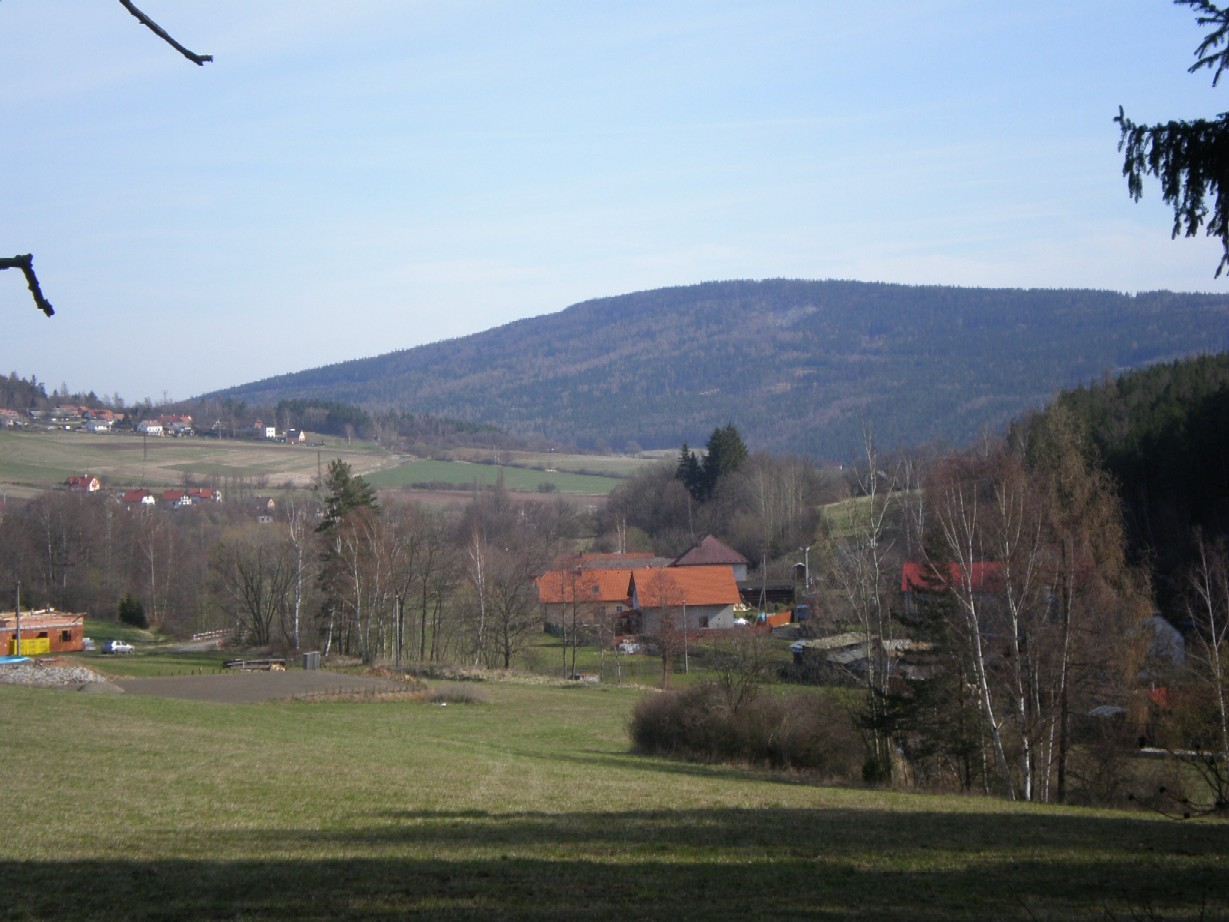
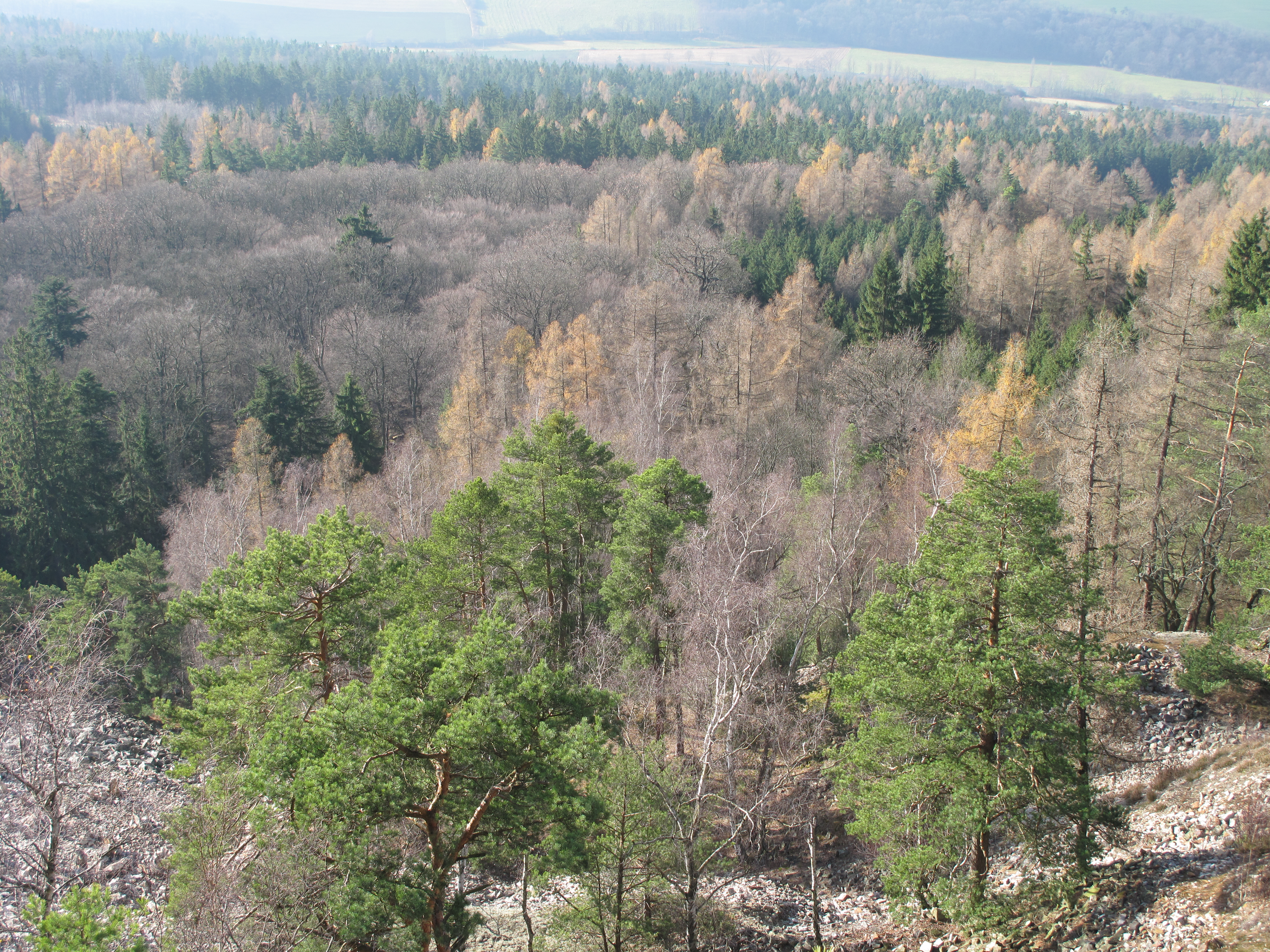